# Hydrovatus exochomoides
Hydrovatus exochomoides är en skalbaggsart som beskrevs av Régimbart 1895. Hydrovatus exochomoides ingår i släktet Hydrovatus och familjen dykare. Inga underarter finns listade i Catalogue of Life.